# Abraxas latilimbata
Abraxas latilimbata är en fjärilsart som beskrevs av Edward Alfred Cockayne 1951. Abraxas latilimbata ingår i släktet Abraxas och familjen mätare. Inga underarter finns listade i Catalogue of Life.